# Nicolas Gombert
Nicolás Gombert (ca. 1495– ca. 1560) fue un compositor renacentista de la escuela franco-flamenca. Fue uno de los compositores más famosos e influyentes entre Josquin Desprez y Palestrina, y uno de los mayores representantes del complejo estilo polifónico de este periodo de transición en la historia de la música.

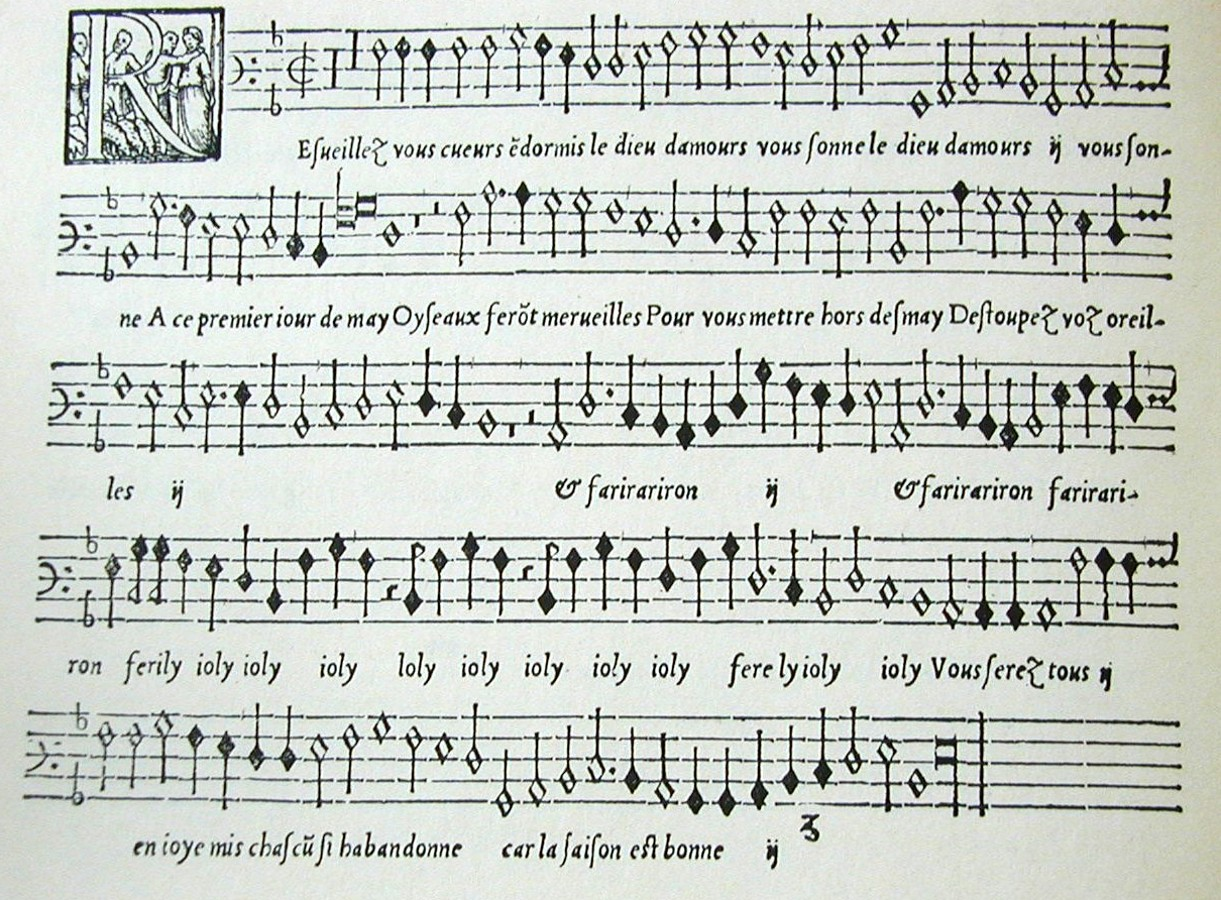
Página de "Le Chant des Oyseaux". 1545

## Biografía
Los detalles sobre los primeros años de su vida son fragmentarios. Probablemente nació en torno al año 1495 al sur de Flandes, en la ciudad de La Gorgue. Se dice que estudió con Josquin Desprez en la época en que éste estuvo retirado en Condé sur l'Escaut (1515-1521).
Gombert fue contratado como cantante y probablemente también como compositor de la capilla del emperador Carlos V en 1526, apareciendo en 1529 como magister puerorum (maestro de los niños) cargo en el que continuó hasta 1537.
Girolamo Cardano afirma en su Theonoston en 1540 que Gombert fue condenado a galeras por abusar de un niño que estaba a su cargo. Su liberación debió de producirse como muy tarde en 1547 ya que se conserva una carta y un motete que envió Gombert desde Tournai ese mismo año.
No está muy claro cómo se desarrolló la vida de Gombert después de su liberación. En 1556 el teórico alemán Hermann Finck lo menciona como si aún estuviese vivo, mientras que Cardano, en 1561, escribió que ya estaba muerto.

## Obra
Gombert es seguramente el compositor más representativo de la generación entre Josquin y Palestrina, especialmente en el ámbito de la música sacra. Su música se caracteriza por el uso frecuente de retardos y falsas relaciones cromáticas.
Una de sus composiciones más populares es el ciclo de ocho Magnificats que, según Cardano, fueron dedicados a Carlos V como petición de perdón y le valieron su liberación de galeras.
Las obras de Gombert que han llegado hasta nuestros días incluyen 10 misas, alrededor de 140 motetes, unas 70 chansons francesas, una canción española, un madrigal y un puñado de piezas instrumentales.

## Influencia
Gombert fue uno de los compositores europeos más reconocidos en Europa tras la muerte de Josquin Desprez, como lo demuestra la gran difusión de su música, la utilización de sus composiciones como inspiración para otros compositores y la gran atención que le dedicaron los editores. Sin embargo, la siguiente generación de compositores franco-flamencos tuvo, en general, un estilo más simplificado, debido en parte a los dictados específicos del Concilio de Trento.
La música instrumental, al contrario que la vocal, sí que siguió en cierta manera los métodos compositivos de Gombert. Formas como la canzona o el ricercare descienden directamente del estilo vocal de Gombert. Su contrapunto es uno de los más complejos utilizados jamás en música puramente vocal.

### Discografía
- Nicolas Gombert: Music from the Court of Charles V. Huelgas Ensemble. (Sony Vivarte SK 48249)
- Nicolas Gombert: Missa media vita, etc. Hilliard Ensemble. (ECM New Series 1884)
- Nicolas Gombert: Magnificat 1, etc. Oxford Camerata. (Naxos 8.557732
- Nicolas Gombert: Magnificats 1-4. Tallis Scholars. (Gimell CDGIM 037)
- Nicolas Gombert: Magnificats 5-8. Tallis Scholars. (Gimell CDGIM 038)
- Nicolas Gombert: Eight-part Credo, etc. Henry's Eight. (Hyperion CDA 66828)
- Nicolas Gombert: Missa Tempore paschali, etc. Henry's Eight. (Hyperion CDA 66943)
- Heavenly Spheres. (CBC Records, MVCD 1121) por Studio de musique ancienne de Montréal. Contiene dos motetes de Gombert, incluyendo su elegía por Josquin, Musae Jovis.
- Flemish Masters. (Virginia Arts Recordings, VA-04413) por Zephyrus. Incluye el motete Lugebat David Absalon.